# IC 4357
IC 4357 је спирална галаксија у сазвјежђу Ловачки пси која се налази на листи објеката дубоког неба у Индекс каталогу.
Деклинација објекта је + 31° 53' 39" а ректасцензија 14h 0m 43,7s. Привидна величина (магнитуда) објекта IC 4357 износи 14,0 а фотографска магнитуда 14,8. IC 4357 је још познат и под ознакама UGC 8926, MCG 5-33-40, CGCG 162-47, PGC 49879.